# Гелена Конанз
Гелена Конанз (англ. Helena Konanz; нар. 1 лютого 1961) — колишня канадська тенісистка.
Найвищу одиночну позицію світового рейтингу — 214 місце досягла 21 грудня, 1986, парну — 228 місце — 3 серпня, 1987 року.
Здобула 1 парний титул.

## ITF Tour finals

### Парний розряд (1–2)
| Результат | Дата            | Турнір              | Покриття | Партнерка                | Суперниці                | Рахунок          |
| --------- | --------------- | ------------------- | -------- | ------------------------ | ------------------------ | ---------------- |
| Перемога  | 23 березня 1987 | Фресно, CA          | Тверде   | Ліса Сіманн              | Деббі Грем Cinda Gurney  | 6–3, 1–6, 7–6(5) |
| Runner Up | 1 липня 1985    | Скенектаді, NY      | Тверде   | Сесілія Фернандес-Паркер | Лінда Гейтс Лінн Льюїс   | 7–6, 6–4         |
| Runner Up | 17 жовтня 1983  | Japan Open (теніс), | Тверде   | Мікі Шилліг              | Кріс О'Ніл Пем Вайткросс | 7–6, 6–4         |